# Kazёnno-Kužorskij
Kazёnno-Kužorskij (in lingua russa Казённо-Кужорский) è un centro abitato dell'Adighezia, situato nel Košechabl'skij rajon. La popolazione era di 767 abitanti al dicembre 2018. Ci sono 9 strade.